# Jörg Hegemann
Jörg Hegemann (* 11. Juni 1966 in Dortmund) ist ein deutscher Boogie-Woogie-Pianist.

## Laufbahn
Hegemann tritt seit 1987 auf und war Gründungsmitglied der Band „The Chicago Four“. Größter Erfolg der Band war ein Gig als Vorgruppe der Blues Brothers 1989 in der Hagener Stadthalle.
Seit 1995 leitete Hegemann ein Boogie-Trio mit Reinhard „Django“ Kroll am Kontrabass und Jan Freund als Schlagzeuger. Dem Trio zur Seite stehen der Boogie-Shouter Thomas Aufermann und als Duett-Partner am Piano Peter Botzleiner-Reber. Hegemann tourt europaweit und war bei den Blues- und Boogie-Woogie-Festivals in Beaune (Frankreich), Brüssel (Belgien), Ermelo (Niederlande), Fomag (England), Lugano (Schweiz), Terrassa (Spanien), Wels (Österreich) und dem wohl größten im französischen Laroquebrou zu Gast. Seit 2008 ist er zudem musikalischer Leiter der jährlich stattfindenden Konzertreihen „Boogie Woogie Congress“ in der Philharmonie Essen und „Meister des Boogie Woogie“ auf dem Wasserschloss Haus Opherdicke.
Hegemann hatte einige TV-Auftritte, u. a. in der Rudi Carrell Show, Aktuelle Stunde, Mittwochs live und Traumzeit-Festival.
Hegemann verkörpert den klassischen Stil des Boogie Woogie; Besonderheit bei seinen Auftritten sind die Anekdoten über Albert Ammons und Erklärungen über den Boogie Woogie und die Geschichte des frühen Jazz.

## Auszeichnungen
- 2009: „Pianist des Jahres“ des German-Boogie-Woogie-Awards „Pinetop“, Bremen.[1]

## Diskographische Hinweise
- 1995: Boogie Woogie Express (Anthea Records, AR 9511)
- 1998: Steam Driven Boogie   (Anthea Records, AR 9815, mit Django Kroll, Carsten Aufermann)
- 2002: Boogie Woogie Fireworks – Live (Anthea Records, AR 0096, mit Django Kroll, Jan Freund, sowie Thomas Aufermann, Peter Reber)
- 2002: Eight to the Bar – Live (Anthea Records, AR 0097)
- 2007: A Tribute to Albert Ammons – Piano Solo (Anthea Records, AR 0105)
- 2012: Swanee River Boogie (Anthea Records, AR 0110)
- 2013: Jörg Hegemann & Patrick Ziegler Boogie Woogie Generations (Anthea Records, AR 0111)
- 2015: Jörg Hegemann (special guest: Thomas Scheytt) Live at the Dixieland Jubilee (CHAOS/Bauer Studios, LC 07326)
- 2016: Jörg Hegemann Trio (featuring: Rolf Marx) The Art of Albert Ammons (Anthea Records, AR 0116)
- 2021: Jörg Hegemann featuring  Paul G. Ulrich Foot Tappin' Boogie (Anthea Records, AR 0119)
- 2022: Jörg Hegemann High End Boogie Woogie (Anthea Records, AR 0120)
- 2024: Jörg Hegemann & Stefan Ulbricht Variations in Boogie (Reloaded Records, LC 77530)

## Notenausgaben
Folgende Notenausgaben wurden von Jörg Hegemann in Zusammenarbeit mit Meinolf Schelvis veröffentlicht:
- Boogie Woogie Express (Vier Original-Transcriptionen von der gleichnamigen CD) erschienen bei Blue Taste Music, ISMN M-700134-01-3
- Boogie Woogie, Blues & Ragtime erschienen bei Blue Taste Music, ISMN M-700134-00-6